# Wilhelm Pinder

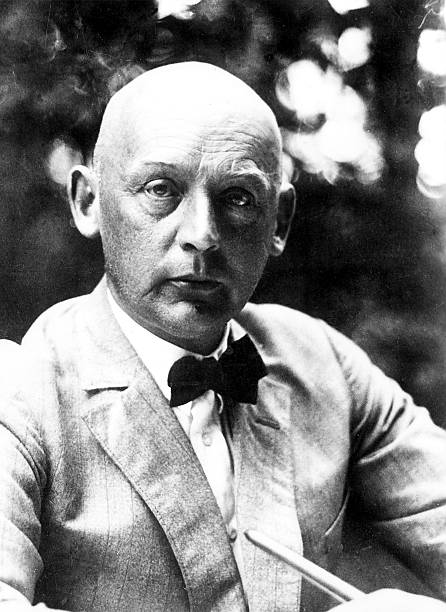
Wilhelm Pinder, 1910er Jahre

Georg Maximilian Wilhelm Pinder (* 25. Juni 1878 in Kassel; † 13. Mai 1947 in Berlin) war ein deutscher Kunsthistoriker.
Pinder war Hochschullehrer in Darmstadt, Straßburg, Breslau, Leipzig, München und Berlin. Seine Lehrtätigkeit und Forschungsarbeit galt besonders der deutschen Kunst und Architektur und ihrer Stellung in der europäischen Kunstentwicklung. In der Zeit des Nationalsozialismus vertrat er antisemitische und andere ideologische Standpunkte des Regimes, die seiner schon davor vertretenen nationalistisch gefärbten Kunstgeschichtsschreibung entgegenkamen. Das beeinträchtigte sein durch zahlreiche Kunst-Bücher auch beim großen Publikum gefestigtes Ansehen als Kunsthistoriker in der Bundesrepublik auch nach dem Krieg aber lange kaum.

## Familie
G. M. Wilhelm Pinder wurde 1878 als Sohn von Eduard Pinder (1836–1890) und dessen Ehefrau Elisabeth Kunze (1853–?) in Kassel geboren. Der Vater war Direktor am Museum Fridericianum. Wilhelm Pinder hatte die Töchter des Malers Johann Friedrich August Tischbein zu Urgroßmüttern. Sein Großvater Moritz Pinder war Numismatiker und Bibliothekar an der Königlichen Bibliothek zu Berlin.
Wilhelm Pinder heiratete 1905 die Kasseler Pfarrerstochter Ernestine Stentzel. Aus der Ehe gingen zwei Söhne und eine Tochter hervor. 1924 heiratete er in zweiter Ehe Elisabeth Adenauer (1892–?), Tochter des Justizrats Hermann Adenauer (1854–1926) und der Marietta Peltzer. Das Paar bekam zwei Söhne.

## Leben vor 1933
Wilhelm Pinder ging auf das Friedrichsgymnasium in Kassel und studierte zunächst Jura (Göttingen 1896/97), dann Archäologie und Kunstgeschichte an den Universitäten Göttingen, Berlin, München und Leipzig. 1896 wurde er Mitglied der Burschenschaft Alemannia Göttingen. Nach seiner Philistrierung war er dort jedoch nicht sonderlich in der Altherrenschaft aktiv. In den Veröffentlichungen der Alemannia erschienen seit 1907 regelmäßig Mitteilungen über seinen Werdegang und Nachdrucke von Zeitungsartikeln zu seinem wissenschaftlichen Wirken. Er promovierte 1903 zum Dr. phil. bei August Schmarsow in Leipzig mit einer Arbeit über romanische Innenräume in der Normandie und wurde nach der Habilitation 1905 Privatdozent an der Universität Würzburg, nachdem er seinen Militärdienst leistete und ein Jahr Assistent in Leipzig war.
1911 wurde er als Nachfolger von Rudolf Kautzsch Ordinarius für Kunstgeschichte an der Technischen Hochschule Darmstadt. Am 30. September 1916 wechselte er für ein Jahr an die Universität Breslau und 1918 für ein weiteres Jahr an die Universität Straßburg, war aber während des Ersten Weltkriegs Soldat. Ab 1919 lehrte er wieder in Breslau. Von 1920 bis 1927 leitete er das Institut für Kunstgeschichte der Universität Leipzig, wobei er Angebote auf Professuren in Göttingen und Wien ablehnte. Es folgten ein Lehrstuhl am Kunsthistorischen Institut der Universität München und ab 1935 an der Friedrich-Wilhelms-Universität Berlin (nachdem er den Ruf nach Berlin 1931 noch abgelehnt hatte).

## Wirken
Pinders Ruhm beruhte wesentlich auf seiner rhetorischen Begabung und der Fähigkeit zu anschaulicher Darstellung. Die Bildbände, die er seit 1910 in der Reihe der „Blauen Bücher“ veröffentlichte (Deutsche Dome des Mittelalters, Deutscher Barock, Rembrandts Selbstbildnisse, Deutsche Wasserburgen u. a.), machten ihn weit über Fachkreise hinaus bekannt. Er war Mitherausgeber der „Kritischen Berichte“ (1927–1938), Vorsitzender des Deutschen Vereins für Kunstwissenschaft (1933–1945) und gehörte mehreren Akademien an. Thematisch befasste er sich fast nur mit deutscher Kunst und vertrat eine nationale Auffassung der Kunstgeschichte, in der sich der „Volksgeist“ manifestieren sollte und die nach Pinder auch das nationale Selbstbewusstsein stärken sollte. Ab Mitte der 1920er Jahre vertrat er auch eine biologisch inspirierte, zwischen biographisch orientierter Kunstgeschichte und übergreifender Epochendarstellung vermittelnde Generationen-Theorie des Nebeneinanders von unterschiedlichen Künstlern in einer Epoche als Ausdruck einer „Ungleichzeitigkeit des Gleichzeitigen“. Seine Untersuchungen zur mittelalterlichen Plastik führten zur Neubewertung der Kunst des 14. Jahrhunderts mit Einfluss auf den Expressionismus.
Er hatte zahlreiche bedeutende Kunsthistoriker als Schüler: zu seinen Doktoranden zählten Ernst Kitzinger, Nikolaus Pevsner, Hermann Beenken, Wolfgang Hermann, Elizabeth Gilmore Holt (1905–1987), Hans Vogel, Florentine Mütherich, Bernhard Degenhart, Erhard Göpel, Edith Hoffmann, Alexander Freiherr von Reitzenstein, Josef Adolf Schmoll genannt Eisenwerth, Carl Lamb und Otto von Simson. An seinem Lehrstuhl in München habilitierten sich Heinz Rudolf Rosemann (1930) und Hans Gerhard Evers (1932), beide spätere Professoren für Kunstgeschichte an der Technischen Hochschule Darmstadt.
1922 wurde er zum ordentlichen Mitglied der Sächsischen Akademie der Wissenschaften und 1927 der Bayerischen Akademie der Wissenschaften gewählt, ab 1937 war er korrespondierendes Mitglied. Die Preußische Akademie der Wissenschaften wählte ihn 1937 zu ihrem Mitglied.

## Pinder in der Zeit des Nationalsozialismus

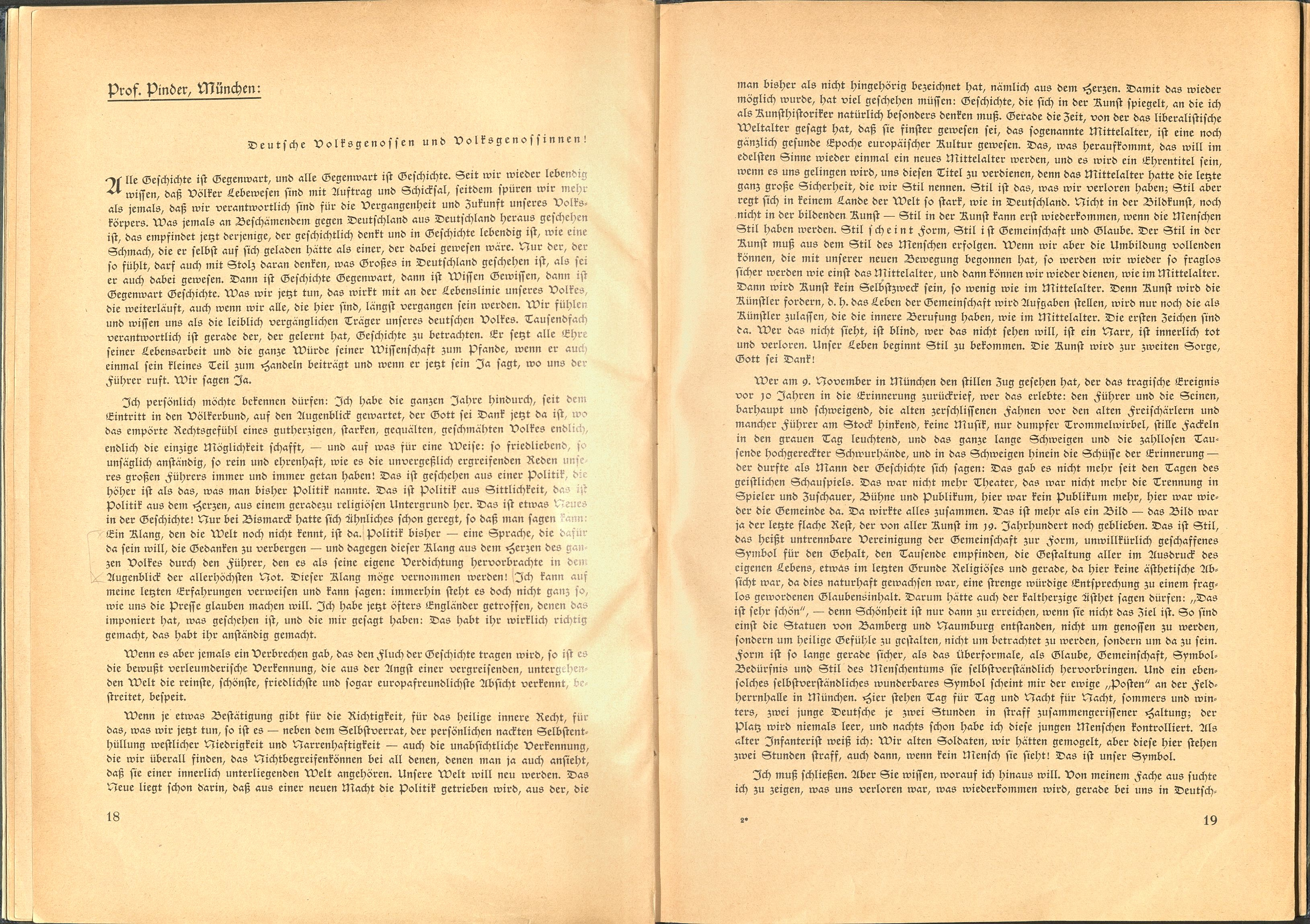
Deutsche Volksgenossen und Volksgenossinnen! (1933)

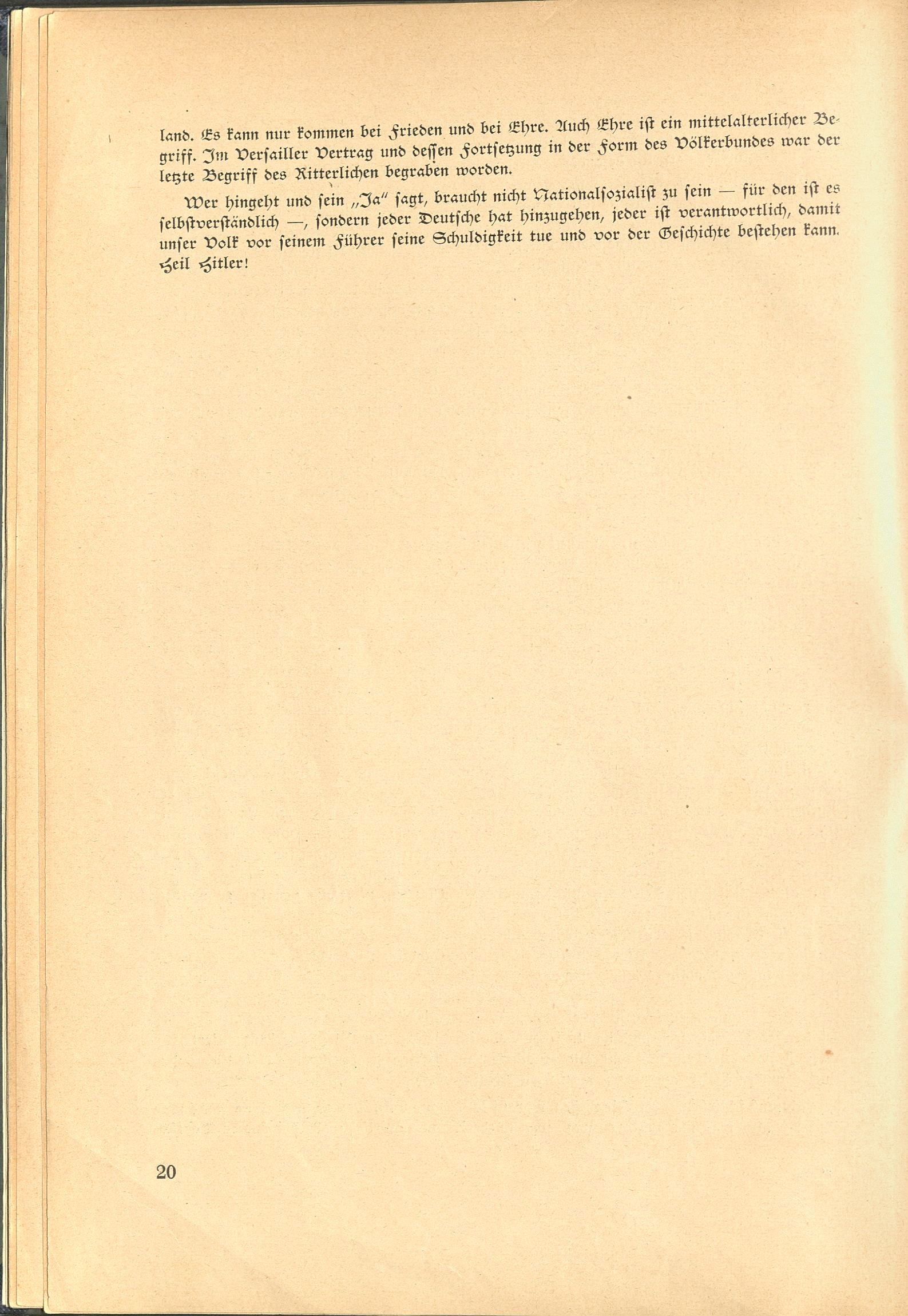
Heil Hitler!

In der Zeit des Nationalsozialismus machte sich Pinder, der auch von „germanischem Blut- und Geschichtserbe“ schrieb, sogleich zum Sprachrohr der Ideologie des NS-Regimes, dem er begeistert huldigte und das sich seinerseits mit der Berufung auf den renommiertesten kunstgeschichtlichen Lehrstuhl Deutschlands, den an der Friedrich-Wilhelms-Universität Berlin, und die Aufnahme in die Preußische Akademie der Wissenschaften erkenntlich zeigte. Dass er trotz Aufnahmeantrags im Juni 1933 kein Parteimitglied wurde, verdankte er einem Zufall.
Am 11. November 1933 war Pinder einer der Redner auf der Veranstaltung für das Bekenntnis der Professoren an den deutschen Universitäten und Hochschulen zu Adolf Hitler und dem nationalsozialistischen Staat. In dieser Rede sagte er nach neun Monaten Gewaltpolitik des Nationalsozialismus gegenüber dessen Opfern, den  Juden, Sozialdemokraten, Kommunisten, Mitgliedern konservativer Parteien, Angehörigen der Kirchen, Freimaurern und vielen anderen, unter anderem: „Das ist Politik aus Sittlichkeit, das ist Politik aus dem Herzen, aus einem geradezu religiösen Untergrund her“. Er beschloss seine Rede mit dem Satz: „…jeder Deutsche hat hinzugehen, jeder ist verantwortlich, damit unser Volk vor seinem Führer seine Schuldigkeit tue und vor der Geschichte bestehen kann“. Ähnliche Töne schlug er im Vorwort seiner an ein breiteres Laienpublikum gerichteten „Kunst der deutschen Kaiserzeit“ von 1935 an: „Die deutsche Geschichte, auch jene der Kunst, wird zur Zeit umgeschrieben. Das ist unvermeidlich und nur zu wünschen.“
Den Osten Europas sah er als natürlichen Lebensraum des deutschen Volkes an, der, „oft formlos wogendes europäisches Neuland“, „nie eine deutsche Mehrheit, aber auch nie eine andere Kultur als die deutsche gesehen“ habe. Die Kämpfe um „die Zurückeroberung der (im Frühmittelalter „von unseren  germanischen Vorfahren“) verlassenen (und von Slawen eingenommenen) östlichen Wohnsitze“ betrachtete er als geschichtliche deutsche Mission im europäischen Auftrag. Sie seien „noch heute nicht zu Ende.“ Damit trug Pinder als Geistes- und Kulturwissenschaftler seinen Teil dazu bei, dem Vernichtungs- und Lebensraumkrieg gegen die angeblich kulturlosen slawischen Völker Mittel- und Osteuropas zur Legitimation zu verhelfen. Selbst die Nahziele der NS-Außenpolitik Österreich, Tschechoslowakei und Polen werden bereits klar fokussiert.
In einem  Beitrag zu einer Festschrift zu Hitlers 50. Geburtstag pries er die Kunstgeschichte als Rassengeschichte.  Weiter schrieb er in der Festschrift: Das Ausscheiden der jüdischen Kunstgelehrten aus Forschung und Lehre befreit von der Gefahr eines allzu begrifflichen Denkens, dessen Richtung – dem Wesen unserer Kunst so fremd wie dem unserer Wissenschaft – der Auswirkung rein deutscher Forschung hinderlich sein könnte.  In einer Beurteilung vom Amt Rosenberg vom 11. September 1942 hieß es: „kann eingesetzt werden“.
Pinder schreckte auch nicht davor zurück, „jüdische“ Kollegen direkt anzugreifen. So lieferte er 1930 in einem Vortrag in der Münchner Pinakothek mit völlig unbegründeten Vorwürfen den Auftakt einer Kampagne der Hetze und Verfolgung gegen den als „Kunstjuden“ diffamierten August Liebmann Mayer, mit dem er lange zusammengearbeitet hatte. Im nationalsozialistischen Deutschland endete für Mayer diese Kampagne mit dem Verlust seiner beruflichen Existenz, seines Vermögens, der sich anschließenden Flucht nach Frankreich und schließlich 1944, nach weiterer Verfolgung im von den Deutschen besetzten Frankreich, mit der Deportation und dem Tod in Auschwitz.
Pinder geriet aber später durch öffentliche Kritik an der nationalsozialistischen Kultur- und Wissenschaftspolitik mehrfach in Konflikte mit einzelnen Dienststellen des Regimes, die 1940 in einem gegen ihn gerichteten Angriff der SS-Zeitschrift „Das Schwarze Korps“ gipfelten. Während des Zweiten  Weltkriegs wurde Pinder vom Auswärtigen Amt für Vorträge im befreundeten bzw. besetzten Ausland „eingesetzt“.
Pinder war Mitglied der Mittwochsgesellschaft in Berlin, zu der auch Kritiker des Regimes gehörten.

## Pinder nach 1945
Aufgrund seiner nationalsozialistischen Vergangenheit wurde er nach dem Krieg suspendiert und erhielt keinen Lehrstuhl mehr. Kurz vor seinem Tod erhielt er einen Forschungsauftrag zur deutschen Kunst um 1800. Im Frühjahr 1946 war er aufgrund einer Verwechslung zeitweise bei den Briten in Untersuchungshaft.
In der DDR wurden Pinders Reden aus der Zeit (Seemann, Leipzig 1934) auf die Liste der auszusondernden Literatur gesetzt.
In der Bundesrepublik wurden Pinders Arbeiten bis weit in die fünfziger Jahre unverändert und ohne jegliche Distanzierung der Herausgeber nachgedruckt, z. B. von der Buchgemeinschaft Wissenschaftliche Buchgesellschaft WBG. Seine wahre Rolle während der NS-Zeit wurde erst mit der Aufarbeitung nationalsozialistischer Einflüsse und Strömungen in der deutschen Kunstwissenschaft ab 1990 kritischer gesehen. Viele Vorfälle wurden erst 2008 bekannt.

## Liste der Kunsthistorikerinnen und Kunsthistoriker, die bei Wilhelm Pinder studiert und/oder von ihm promoviert bzw. habilitiert wurden
| - Gustav Barthel - Richard Bernheimer - Hellmuth Bethe - Werner Bornheim gen. Schilling - Peter Brieger - Leo Bruhns - Karl Busch - Bernhard Degenhart - Siegfried Fliedner - Fritz Fichtner | - Walter Geese - Walter Gernsheim - Erhard Göpel - Werner Gross - Hermann Gundersheimer - Max Hasse - Walter Hentschel - Alfred Hentzen - Rolf Hetsch - Edith Hoffmann | - Heinrich Jerchel - Herbert Wolfgang Keiser - Harald Keller - Otto Kletzl - Werner Körte - Friedrich Kriegbaum - Jenő Lányi - Paul Laporte - Norbert Lieb - Hilde Lotz-Bauer | - Hildegard Marchand - Wolfgang J. Müller - Theodor Müller - Florentine Mütherich - Gert von der Osten - Otto Pächt - Walter Passarge - Christa Pieske - Lothar Pretzell - Alexander von Reitzenstein | - Wilhelm Rüdiger - Magdalene Rudolph - Marie Luise Scherer - Gottfried Schlag - Otto von Simson - Otto Stelzer - Ernst Strauss - Peter Strieder - Werner Teupser - Hans Vogel | - Peter Volkelt - Paul Wember - Hans Weigert - Lucy von Weiher - Christian Wolters - Franzsepp Würtenberger |

## Veröffentlichungen
- 1904: Einleitende Voruntersuchung zu einer Rhythmik romanischer Innenräume in der Normandie, Straßburg: Heitz & Mindel
- 1910: Deutsche Dome des Mittelalters (Die blauen Bücher), Königstein im Taunus [u. a.]; zahlreiche veränderte Auflagen bis 1969 (26. Aufl.)
- 1911: Mittelalterliche Plastik Würzburgs: Versuch einer lokalen Entwickelungsgeschichte vom Ende des 13. bis zum Anfang des 15. Jahrhunderts, Würzburg: C. Kabitzsch
- 1912: Deutscher Barock: Die großen Baumeister des 18. Jahrhunderts (Die blauen Bücher). Königstein am Taunus [u. a.]; 14. u. letzte Auflage 1965
- 1913: Deutsche Burgen und feste Schlösser (Die blauen Bücher). Königstein am Taunus [u. a.]; zahlreiche veränderte Auflagen bis 1968
- 1914: Bürgerbauten deutscher Vergangenheit (Die blauen Bücher), Königstein im Taunus [u. a.]; zahlreiche veränderte Auflagen bis 1957
- 1922: Die Pièta, Leipzig
- 1924–1929: Die deutsche Plastik vom ausgehenden Mittelalter bis zum Ende der Renaissance. 1.2. Wildpark-Potsdam 1924–1929 (Handbuch der Kunstwissenschaft)
- 1925: Die deutsche Plastik des vierzehnten Jahrhunderts. München
- 1925: Der Deutsche Park. Vornehmlich des 18. Jahrhunderts (Die blauen Bücher). Königstein am Taunus [u. a.], 3. u. letzte Aufl. 1938
- 1925: Der Naumburger Dom und seine Bildwerke, aufgenommen von Walter Hege, beschrieben von Wilhelm Pinder. Berlin, 8 Auflagen bis 1943, Neuausgabe 1952 unter dem Titel Der Naumburger Dom und der Meister seiner Bildwerke in der Reihe Deutsche Lande – Deutsche Kunst.
- 1926: Das Problem der Generation in der Kunstgeschichte Europas. Berlin: Frankfurter Verlagsanstalt, Nachdruck Köln 1949
- 1927: Der Bamberger Dom und seine Bildwerke, Berlin: Deutscher Kunstverlag
- 1933: Goethe und die bildende Kunst, München: Verlag der Bayerischen Akademie der Wissenschaften
- 1933: Was ist deutsch an der deutschen Kunst? Zu der Schrift von K. K. Eberlein, Zeitschrift für Kunstgeschichte, Band 2, 405–407
- 1933: Deutsche Barockplastik, Königstein im Taunus-Leipzig: Langewiesche
- 1934: Reden aus der Zeit, Leipzig
- 1934: Vom Wikingertum unserer Kultur im Spiegel der neueren deutschen Kunstentwicklung. Berlin. In: Forschungen und Fortschritte. 10. S. 178–230
- 1934: Deutsche Kunstgeschichte: Eine Auswahl ihrer schönsten Werke (Wolfgang Graf von Rothkirch). Mit einem Geleitwort von Wilhelm Pinder (S. 5–6)
- 1934: Der Kölner Dom, Königstein im Taunus-Leipzig: Langewiesche
- 1935: Architektur als Moral, Dresden. In: Heinrich Wölfflin: Festschrift zum siebzigsten Geburtstage, S. 145–151
- 1935: Vom Wesen und Werden deutscher Formen, Band 1: Die Kunst der deutschen Kaiserzeit bis zum Ende der staufischen Klassik, Leipzig
- 1937: Die Bildwerke des Naumburger Doms. Insel Verlag, Leipzig 1937 (Insel-Bücherei 505)
- 1937: Georg Kolbe: Werke der letzten Jahre. Mit Betrachtungen über Kolbes Plastik. Berlin 1937.
- 1937: Vom Wesen und Werden deutscher Formen, Band 2: Die Kunst der ersten Bürgerzeit bis zur Mitte des 15. Jahrhunderts, Leipzig
- 1938: Gesammelte Aufsätze aus den Jahren 1907–1935. Dem Verfasser dargebracht zu seinem 60. Geburtstag, 25. Juni 1938. Hrsg. von Leo Bruhns. Leipzig: Seemann
- 1938: Deutsche Burgen und Schlösser, Königstein im Taunus-Leipzig: Langewiesche
- 1939: Deutsche Kunstgeschichte in Wilhelm Pinder; Alfred Stange (Hrsg.): Deutsche Wissenschaft: Arbeit und Aufgabe. Dem Führer und Reichskanzler legt die deutsche Wissenschaft zu seinem 50. Geburtstag Rechenschaft ab über ihre Arbeit im Rahmen der ihr gestellten Aufgabe. Leipzig 1939
- 1939: Vom Wesen und Werden deutscher Formen, Band 3: Die deutsche Kunst der Dürerzeit, Leipzig
- 1939/1940: Die Romantik in der deutschen Kunst um 1500. In: Das Werk des Künstlers. Band 1. 1939/40, S. 3–41.
- 1940: Deutscher Barock: die grossen Baumeister des 18. Jahrhunderts, Königstein im Taunus-Leipzig: Langewiesche
- 1940: Deutsche Wasserburgen. Aufnahmen von Albert Renger-Patzsch. (Die blauen Bücher), Königstein im Taunus [u. a.], 8. u. letzte Auflage 1968
- 1940: Vom Wesen und Werden deutscher Formen, Band 4: Holbein der Jüngere und das Ende der altdeutschen Kunst, Leipzig
- 1943: Sonderleistungen der deutschen Kunst: Festvortrag. Berlin, In: Jahrbuch der Preußischen Akademie der Wissenschaften. 1942.  S. 121–133
- 1943: Rembrandts Selbstbildnisse. (Die blauen Bücher), Königstein im Taunus [u. a.], 3. u. letzte Auflage 1956
- 1944: Vom Strahlungsbereich der deutschen Kunst, Berlin. In: Forschungen und Fortschritte. 19. S. 149–115
- 1944: Sonderleistungen der deutschen Kunst, München
- 1948: Von den Künsten und der Kunst. Berlin [u. a.]
- 1951–1957: Vom Wesen und Werden deutscher Formen: geschichtliche Betrachtungen., Band 1–4 [versch. Aufl.]. Frankfurt (Nachdruck)